# Elodina sada
Elodina sada is een vlindersoort uit de familie van de Pieridae (witjes), onderfamilie Pierinae.
Elodina sada werd in 1910 beschreven door Fruhstorfer.